# Mycocepurus
Mycocepurus é um gênero de insetos, pertencente a família Formicidae.